# Liên đoàn Trắc địa Quốc tế
Liên đoàn Trắc địa Quốc tế hay Hiệp hội Đo đạc Quốc tế, viết tắt theo tiếng Pháp là FIG (Fédération Internationale des Géomètres; tiếng Anh: International Federation of Surveyors) là một tổ chức phi chính phủ quốc tế, được Liên Hợp Quốc công nhận, hoạt động trong các nghiệp vụ đo đạc, bản đồ, viễn thám, quản lý đất đai và các ngành khác liên quan như định giá đất, thủy văn...
FIG được thành lập như là một tổ chức nghề nghiệp năm 1878 , là thành viên liên kết khoa học của Hội đồng Khoa học Quốc tế (ISC)  cũng như của Hội đồng Quốc tế về Khoa học (ICSU) trước đây. Năm 2012 FIG có 106 thành viên liên kết, từ 88 quốc gia và vùng lãnh thổ.
Ban điều hành FIG hiện đặt tại Kalvebod Brygge 31-33, Copenhagen,  Đan Mạch.
Hội Trắc địa Bản đồ Viễn thám Việt Nam là thành viên FIG từ năm 1992.

## Điều hành
FIG họp đại hội 4 năm một nhiệm kỳ theo hình thức "Đại hội FIG". Hàng năm FIG tổ chức các "tuần làm việc" - Working Week hoặc hội thảo khoa học vùng - regional conferences . FIG Working Week 2019 đã tổ chức ở Hà Nội ngày 23/04/2019.
Đại hội bầu ra Hội đồng điều hành với nhiệm kỳ 4 năm, trong đó 2 phó chủ tịch được bầu lệch 2 năm để hoạt động thuận lợi và được kế thừa các nhiệm vụ của Hội .
| ĐH       | Tại            | Nhiệm kỳ  | Chủ tịch             |
| -------- | -------------- | --------- | -------------------- |
| WW2019   | Hà Nội         | 2019-2022 | Rudolf Staiger       |
| FIG 2018 | Istanbul       |           |                      |
| WW2017   | Helsinki       | 2014-2018 | Mrs. Chryssy Potsiou |
| WW2016   | Christchurch   | 2014-2018 | Mrs. Chryssy Potsiou |
| WW2015   | Sofia          | 2014-2018 | Mrs. Chryssy Potsiou |
| FIG2014  | Kuala Lumpur   | 2014-2018 | Mrs. Chryssy Potsiou |
| FIG 2010 | Sydney         | 2010-2014 | CheeHai Teo          |
| FIG 2006 | Munich         | 2006-2010 | Stig Enemark         |
| FIG 2002 | Washington, DC | 2002-2006 | Holger Magel         |
| FIG 1998 | Brighton       |           | Robert W. Foster     |